# ناحیه کیتگوم
ناحیه کیتگوم (به لاتین: Kitgum District) یک منطقهٔ مسکونی در اوگاندا است که در استان شمالی، اوگاندا واقع شده‌است. ناحیه کیتگوم ۳٬۹۶۰ کیلومتر مربع مساحت و ۲۴۷٬۸۰۰ نفر جمعیت دارد.